# Photoretinitis
Die Photoretinitis oder auch Blaulichtgefährdung ist eine photochemische Schädigung der Netzhaut (Retina) durch hochenergetisches blaues sichtbares Licht (Maximum bei 440 nm).

## Wirkung
Neben den Schäden durch IR- und UV-Strahlung, die an der Linse oder Hornhaut meist durch thermische Prozesse entstehen (Verbrennung, Trübung und Entzündung) und an der Hornhaut absorbiert wird, dringt blaues (kurzwelliges Licht) durch die Hornhaut und kann die Netzhaut erreichen. Rezeptoren können durch Oxidation irreversiblen Schaden nehmen.

## Auftreten
Es gibt nur wenige diagnostizierte Fälle, da die Schädigung meist mit IR- oder UV-Verletzungen einhergeht und meist überlagert wird. Durch die Zunahme starker künstlicher blauer Lichtquellen wie Leuchtdioden und Laser nimmt die Gefährdung jedoch zu.
Man geht davon aus, dass die Makuladegeneration eine Folge von chronischer Einwirkung ist.

## Weiterführende Literatur
- E. L. Pautler, M. Morita, D. Beezley: Hemoprotein(s) mediate blue light damage in the retinal pigment epithelium. In: Photochemistry and photobiology. Band 51, Nummer 5, Mai 1990, S. 599–605, ISSN 0031-8655. PMID 2367557.
- Y. Seko, J. Pang u. a.: Blue light-induced apoptosis in cultured retinal pigment epithelium cells of the rat. In: Graefe's archive for clinical and experimental ophthalmology = Albrecht von Graefes Archiv für klinische und experimentelle Ophthalmologie. Band 239, Nummer 1, Januar 2001, S. 47–52, ISSN 0721-832X. PMID 11271461.